# Alexander McQueen
Alexander McQueen (tên khai sinh Lee Alexander McQueen; 17 tháng 3 năm 1969 – 11 tháng 2 năm 2010) là nhà thiết kế thời trang người Anh.

## Tiểu sử
Sinh năm 1969 tại London, McQueen là con út trong số sáu người con của một tài xế taxi và một giáo viên môn khoa học xã hội. Khi còn nhỏ, ông đã bộc lộ khả năng thiết kế thời trang khi may váy cho ba người chị gái. Ông theo học trường Rokeby và lấy được bằng cấp cơ bản về nghệ thuật vào năm 16 tuổi.
Ông theo học nghề với hai thợ may trên phố Saville Row (một đường phố chuyên nghề may đo ở London), Anderson & Sheppard, sau đó làm việc cho Gieves & Hawkes và nhà cung cấp phục trang sân khấu Angels and Bermans. Khi McQueen còn làm việc ở phố Saville Row, trong số những khách hàng của ông có cả Mikhail Gorbachev và Thái tử Charles.
Khi đang ở độ tuổi 20, McQueen làm việc cho Koji Tatsuno một thời gian trước khi đến Milan và làm việc cho Romeo Gigli. Năm 1994, ông trở lại London, xin vào vị trí trợ giảng môn cắt mẫu giấy ở trường Nghệ thuật và Thiết kế Central Saint Martins. Nhờ hồ sơ công việc tốt, ông đã thuyết phục được hiệu trưởng cho ghi tên theo học. Sau đó, McQueen lấy bằng thạc sĩ chuyên ngành thiết kế thời trang và bộ sưu tập tốt nghiệp của ông được nhà tư vấn thời trang có uy tín Isabella Blow mua lại. Isabella cũng được nói đến như là người đã thuyết phục McQueen đổi sang dùng tên đệm Alexander khi ông bắt đầu sự nghiệp thời trang.
Năm 1996, chủ tịch tập đoàn thời trang LVMH, Bernard Arnault, mời McQueen làm nhà thiết kế chính của nhãn hiệu Givenchy, kế nhiệm vị trí của John Galliano. Ông làm việc ở Givenchy cho đến tháng 3 năm 2001 thì chấm dứt hợp đồng, với lý do là sự ràng buộc đã "hạn chế tính sáng tạo". Năm 2005, McQueen cộng tác với hãng thời trang thể thao Puma để cho ra một dòng giày thể thao đặc biệt. Đến cuối năm 2007, Alexander McQueen đã có cửa hàng ở London, New York, Los Angeles, Milan, and Las Vegas. Những người nổi tiếng như Christina Aguilera, Nicole Kidman, Penélope Cruz, Sarah Jessica Parker và Rihanna thường mặc trang phục của Alexander McQueen trong các sự kiện.
McQueen là một người đồng tính và từng thổ lộ rằng ông đã nhận ra khuynh hướng giới tính từ năm sáu tuổi. Mùa hè năm 2000, McQueen tổ chức hôn lễ không chính thức với George Forsyth, một nhà làm phim tài liệu 24 tuổi, trên một chiếc du thuyền ngoài khơi Ibiza. Hai người chia tay sau đó vài năm.
Alexander McQueen đã trở thành một trong những nhà thiết kế trẻ nhất để đạt được danh hiệu "Nhà thiết kế của năm" ở Anh. Ông giành danh hiệu này bốn lần trong vòng bảy năm, từ 1996 đến 2003. Ông cũng giành được huân chương của Đế chế Anh và danh hiệu "Nhà thiết kế quốc tế của năm".